# 摩诃摩诃 (游戏)
《摩訶摩訶》是一款由Office Koukan制作，Sigma Enterprises发行的电子角色扮演游戏。本游戏于1992年4月24日在日本地区超级任天堂发行。
本游戏的剧情主要为英雄昆仑与他的女友一起与馬卡馬卡團战斗的故事。
游戏具有众多错误并会导致死机。